# Альфред Аго
Альфред Аго (англ. Alfred Vaino Aho; 9 серпня 1941) — канадський інформатик.

## Кар'єра
Здобув ступінь бакалавра з фізики в Торонтському університеті та Ph.D. з електротехніки/інформатики від Принстонського університету. Займався дослідженнями в Bell Labs з 1967 по 1991 рр., і знову з 1997 по 2002 як віце-президент Дослідницького центру з інформатики. Нині працює професором у Колумбійському університеті. Служив головою відділу інформатики з 1995 по 1997 та з весни 2003.
Широко відомий за співавторство мови програмування AWK з Пітером Вайнбергером та Брайаном Керніганом. (А відповідає першій літері прізвища Аго), та за співавторство підручника Compilers: Principles, Techniques, and Tools з Раві Сетхі та Джеффрі Ульманом. Він написав перші версії Unix утиліт egrep та fgrep. Також він написав (разом з Ульманом та Джоном Хопкрофтом) декілька дуже популярних підручників, зокрема, про алгоритми, структури даних, та основи інформатики. Співпрацював також із Пітером Деннінгом.
Наразі (2010 р.) до інтересів Аго належать квантові обчислення, мови програмування, компілятори та алгоритми. Він є членом групи дослідників компіляторів та мов програмування в Колумбійському університеті.
Отримав багато престижних нагород, зокрема Медаль Джона фон Неймана IEEE та членство як в Американській академії мистецтва та наук Національній академії інжинирінгу. Має ступені почесного доктора від Університету Уотерлоу та Гельсінського університету, та почесний член Американської асоціації сприяння розвитку науки ACM, Bell Labs, та IEEE. Отримав звання Видатного вчителя від спільноти випускників Колумбійського університету в 2003 р.

## Викладання
Професор Альфред Аго викладає в Колумбійському університеті в Нью-Йорку з 1995 р.

## Книжки
- A. V. Aho та J. D. Ullman, The Theory of Parsing, Translation, and Compiling, Vol. 1, Parsing. Prentice Hall, 1972. ISBN 0-13-914556-7
- A. V. Aho (ред.) Currents in the Theory of Computing. Prentice Hall, 1973.
- A. V. Aho та J. D. Ullman, The Theory of Parsing, Translation, and Compiling, Vol. 2, Compiling. Prentice-Hall, 1973. ISBN 978-0-13-914564-3
- A. V. Aho, J. E. Hopcroft, J. D. Ullman, The Design and Analysis of Computer Algorithms. Addison-Wesley, 1974. ISBN 0-201-00023-7
- A. V. Aho, J. D. Ullman, Principles of Compiler Design. Addison-Wesley, 1977. ISBN 0-201-00022-9
- A. V. Aho, J. E. Hopcroft, J. D. Ullman, Data Structures and Algorithms. Addison-Wesley, 1983. ISBN 0-201-00023-7
- A. V. Aho, R. Sethi, J. D. Ullman, Compilers: Principles, Techniques, and Tools. Bell Laboratories, 1986. ISBN 0-201-10088-6
- A. V. Aho, P. J. Weinberger, B. W. Kernighan, The AWK Programming Language. Addison-Wesley, 1988. ISBN 978-0-201-07981-4
- A. V. Aho and J. D. Ullman, Foundations of Computer Science. W. H. Freeman/Computer Science Press, 1992.
- A. V. Aho and J. D. Ullman, Foundations of Computer Science, C Edition. W. H. Freeman, 1995. ISBN 978-0-7167-8284-1
- A. V. Aho, M. S. Lam, R. Sethi, and J. D. Ullman, Compilers: Principles, Techniques, and Tools, Second Edition. Addison-Wesley, 2007. ISBN 978-0-321-48681-3